# The Curve (Amsterdam)

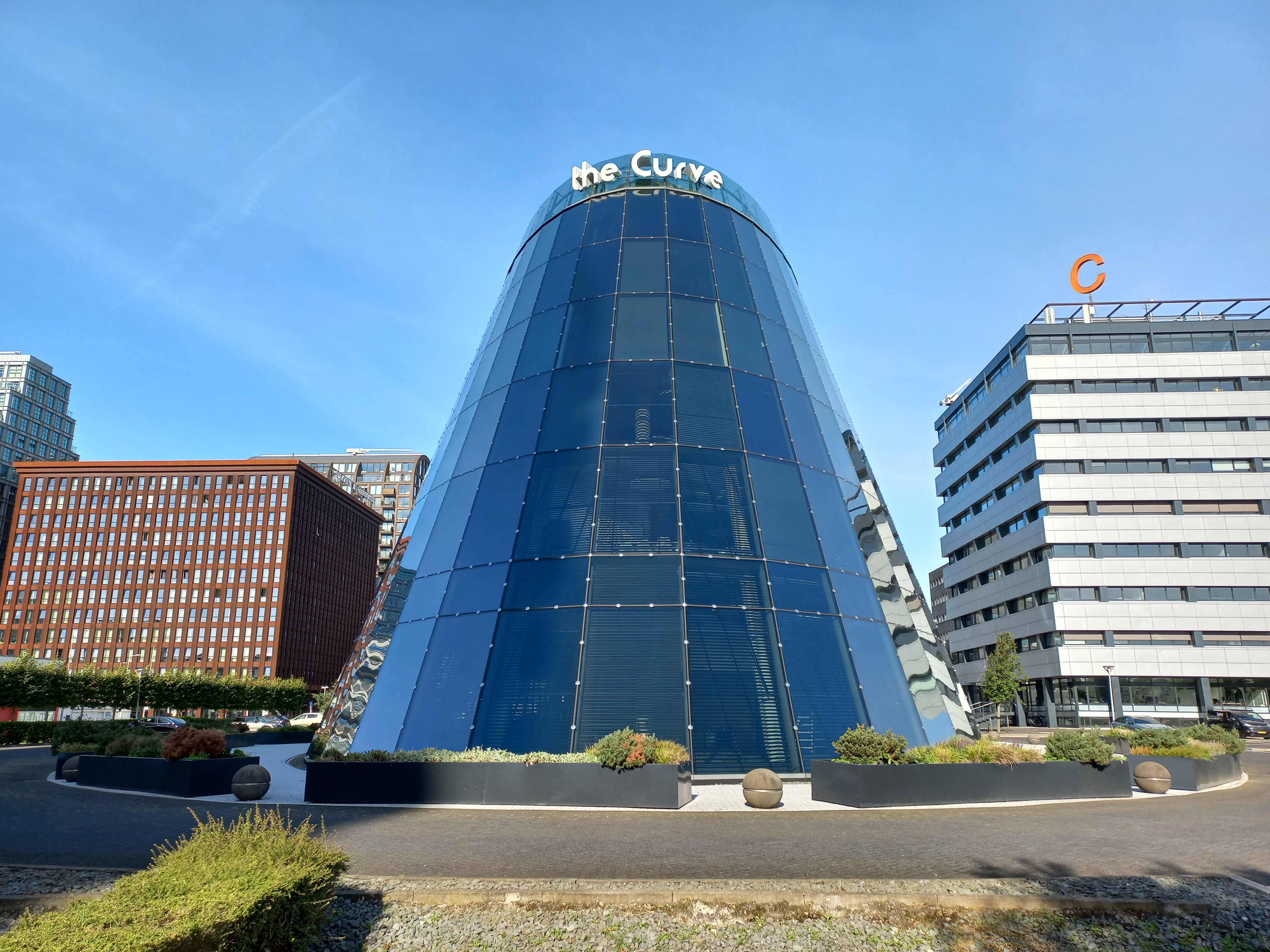
The Curve, rond en schuin tussen vierkant (september 2023)

The Curve is een kantoorgebouw in de Noord-Hollandse stad Amsterdam, in het stadsdeel Amsterdam-Noord.
Het gebouw wijkt af van alle andere gebouwen in de omgeving, deze was voorheen bepalend door de gebouwen van de Nederlandsche Dok en Scheepsbouw Maatschappij. Nadat die firma de terreinen had verlaten was het gebied onderhevig aan verloedering, maar aan het eind van de jaren negentig kwam sanering en herontwikkeling op gang. Deze ontwikkeling duurde tot minstens het eerste kwart van de 21e eeuw.
In het kader van de stedelijk vernieuwing ontwikkelden ontwerper Ed Veenendaal en architect OeverZaaijer (OZ Architect) dit zeer opvallende gebouw. Daar waar de omgeving vanuit de geschiedenis vooral rechthoekige gebouwen bestaand uit baksteen en beton kent, lijkt dit gebouw aan de buitenkant slechts uit glas te bestaan. 
Rondom een betonnen kern werd een gebouw opgetrokken dat van boven naar beneden uitdijt en de vorm heeft van een ellips. De betonnen tussenvloeren worden daarbij gebruikt als bevestigingsplaats van de ovaalvormige roeden die de glasplaten op hun plek houden. Door de gekozen vorm van het gebouw zijn de ruiten alle van verschillende vorm. Om zowel temperatuur- als geluidsisolatie te verkrijgen is drielaags glas toegepast. De ontwerpers haalden hun inspiratie uit de maritieme schoorstenen van schepen.
Het gebouw heeft zes verdiepingen verdeeld over 26 meter hoogte, een vloeroppervlak van 5000 m² en de plattegrond meet 54 bij 26 meter.